# Личный чемпионат СССР по шахматной композиции 1948
Чемпионат СССР по шахматной композиции 1948 — 2-й личный чемпионат.
П/ф — 198 композиций 30 авторов, опубликованных в 1947 (2-е полугодие) — 1948 (1-е полугодие). 
Судейская коллегия: А. Гуляев (главный судья), А. Гербстман, П. Романовский, В. Шиф. 

## Двухходовки
П/ф — 82 задачи 17 авторов. Финал — 20 задач 10 авторов. 
1. Л. Лошинский — 53½ очка;
2. Л. Загоруйко — 46;
3. А. Копнин — 35;
4. Е. Умнов — 31;
5. Р. Кофман — 20;
6. Ал. Кузнецов — 8;
7. Е. Рухлис — 6;
8. З. Бирнов — 5;
9. М. Батурин — 4;
10. В. Брон — 1.

Лучшая композиция — Умнов. 

## Трёхходовки
П/ф — 52 задачи 12 авторов. Финал — 20 задач 8 авторов. 
1. Л. Лошинский — 66 очков;
2. Л. Загоруйко — 41;
3. Р. Кофман — 33;
4. А. Немцов — 26;
5. В. Брон — 25;
6. З. Бирнов — 11;
7. Лейтес — 7;
8. А. Домбровскис — 1.

Лучшая композиция — Л. Лошинский.

## Этюды
П/ф — 64 этюда 14 авторов. Финал — 20 этюдов 11 авторов. 

1—2. В. Корольков и М. Либуркин — по 48 очков;  

3. Г. Каспарян — 41;  

4. А. Казанцев — 22;  

5. Г. Надареишвили — 14;  

6. В. Брон — 12;  

7. В. Чеховер — 7;  

8. З. Бирнов — 6;  

9—10. Ф. Бондаренко и Ал. Кузнецов — по 5;  

11. А. Беленький — 3. 
Лучшая композиция — В. Корольков и М. Либуркин.